# Divisió de Yangon

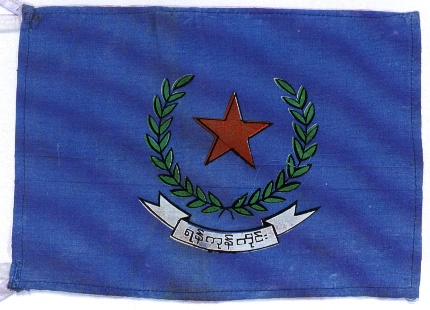
Foto de la bandera

Yangon és una divisió administrativa de Myanmar. Hi fan frontera la divisió de Bago al nord i a l'est, el Golf de Mottama al sud, i la divisió d'Ayeyarwady a l'oest. La divisió de Yangon se situa entre els 16° 20′ i 17° 50′ de latitud nord i els 95° 45′ i 96° 46′ de longitud est a la part més meridional de les planes centrals. L'Arxipèlag Coco que està situat al Golf de Bengala també forma part de la divisió de Yangon. Fins al 1964 era el districte de Rangoon; en aquest any va esdevenir divisió de Rangoon, nom que va canviar a Yangon el 1989.
La divisió de Yangon és l'àrea més desenvolupada del país i la principal porta d'entrada internacional. La majoria de les zones industrials del país estan situades en aquesta divisió. L'àrea de la divisió és de 10.170 kilòmetres quadrats.

## Administració
La divisió està formada per quatre districtes: Yangon East, Yangon West, Yangon North i Yangon South. Aquestos districtes estan dividits en 45 townships i 1.305 wards i pobles. Entre els 45 townships el de Coco Gyun Township inclou l'illa de Cocogyi, la de Cocolay, la de Sarpwe i la de Pariparis. Els 45 townships són:
- Ahlone
- Bahan
- Botahtaung
- Cocokyun
- Dagon
- Dagon Myothit(East)
- Dagon Myothit(North)
- Dagon Myothit(Seikkan
- Dagon Myothit(South)
- Dala
- Dawbon
- Hlaing
- Hlaingtharya
- Hlegu
- Hmawbi
- Htantabin
- Insein
- Kamaryut
- Kawhmu
- Kayan
- Kungyangon
- Kyauktada
- Kyauktan
- Kyeemyindaing
- Lanmadaw
- Latha
- Mayangone
- Mingaladon
- Mingalartaungnyunt
- North Okkalapa
- Pabedan
- Pazundaung
- Sanchaung
- Seikgyikanaungto
- Seikkan
- Shwepyithar
- South Okkalapa
- Taikkyi
- Tamwe
- Thaketa
- Thanlyin
- Thingangkuun
- Thongwa
- Twantay
- Yankin